# Freddy Raphaël

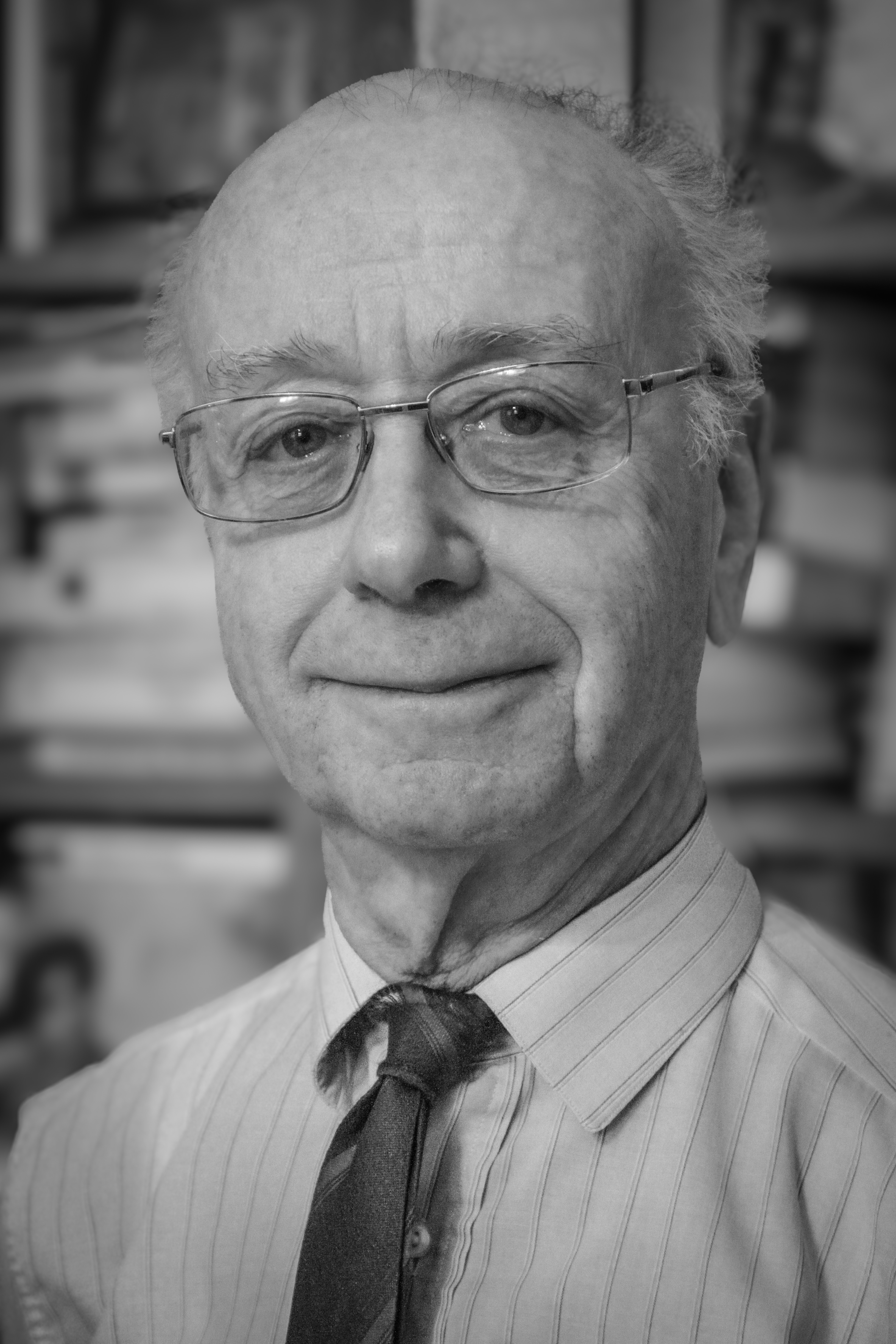
Freddy Raphaël 2013

Freddy Raphaël (* 27. Juni 1936 in Colmar (Elsass)) ist ein französischer Soziologe elsässisch-jüdischer Herkunft. Er ist emeritierter Professor für Soziologie an der Universität Straßburg.

## Leben und Werk
Freddy Raphaël wurde als Sohn einer armen jüdischen Familie im Elsass geboren, sein Vater war Viehhändler. Kurz vor der Besetzung des Elsass durch Deutschland 1940 floh die Familie ins Innere Frankreichs, wo sie sich bis zum Endes Krieges verbarg, um zu überleben. Diese Zeit der Unsicherheit und Gefahr hat sein Leben stark geprägt. Nach dem Krieg kam die Familie nach Phalsbourg (Lothringen) zurück und er konnte dank eines Stipendiums (Bourse) Abitur machen und in Straßburg studieren. Er begann als Englischlehrer in Saint-Avold (Lothringen) zu arbeiten. 1967/68 wurde er Assistent an der Universität Straßburg bei Julien Freund, der ihn mit dem Werk von Raymond Aron und Max Weber bekannt machte. Julien Freund war umstritten, weil er sich auch mit dem Werk Carl Schmitts beschäftigte. Ein weiterer wichtiger Wissenschaftler für Freddy Raphaël war Claude Lévi-Strauss. Sein Ansatz hat ihn gelehrt, in den Populationen ein System von Repräsentationen und Werten zu sehen, die sich von seiner eigenen Kultur unterscheidet, die aber trotzdem eine wahre Kultur, eine Zivilisation ist. Dies führte ihn zur Untersuchung marginalisierter Menschengruppen wie Einwanderer aus Nordafrika oder psychischer Patienten. Er sieht seine Arbeit als Soziologe eng verknüpft mit der Anthropologie und der Geschichtswissenschaft.
Er war fünfzehn Jahre lang Dekan der Fakultät für Sozialwissenschaften und leitete das Labor für Soziologie der europäischen Kultur und das Maison des Sciences de l'Homme in Straßburg. Zusammen mit dem Anthropologischem Institut der Universität Tübingen veranstaltet er 25 Jahre lang multidisziplinäre Seminare zu Systemen der Repräsentationen.
Er sieht auch einen politischen Auftrag in seiner Wissenschaft. Schon während des Studiums betreute er Randgruppen in Straßburg. Er trat früh der „Union des étudiants juifs de France“ (Vereinigung der jüdischen Studenten in Frankreich) bei, für die er auch nationale Aufgaben übernahm. Auch in anderen jüdischen Vereinigungen übernahm er schon früh Verantwortung, unter anderem in der „Société d’histoire des Israélites d’Alsace et de Lorraine“ (Gesellschaft der Geschichte der Israeliten Elsass und Lothringens). Er ist ein wohlwollender, aber nicht unkritischer Beobachter des jüdischen Lebens in Elsass-Lothringen.
Anlässlich der Verleihung des „Commandeur de l’Ordre national du Mérite“ am 22. Mai 2013 beschrieb er seine Aufgabe so: „J'ai toujours refusé de céder au culte des racines, considérant l'aventure humaine comme une quête des traces“, a-t-il souligné, en avouant avoir encore aujourd'hui „le besoin de transmettre dans un monde où constamment tout est à recommencer“, frei übersetzt: Ich habe mich immer geweigert, dem Kult der Suche nach seinen eigenen Wurzeln zu folgen, für mich ist das Abenteuer des Menschseins eine Suche nach den Spuren der Vergangenheit. Und noch heute sehe ich meine Aufgabe darin, dies in einer Welt zu vermitteln, in der ständig alles von Neuem beginnen muss.
Nach seiner Emeritierung schrieb er populärwissenschaftliche Bücher und Artikel über jüdische Themen und verfasste Vor- und Nachworte zu entsprechenden Büchern.
Er war verheiratet mit Monique Ebstein (1936–2013), die eigentlich christlich erzogen wurde, später durch genealogische Studien feststellte, dass sie aus einer alten jüdischen Familie aus Wintzenheim stammte und entfernt mit  Cerf Berr und dem Großrabbiner Sintzheim verwandt war.

## Ehrenämter und Ehrungen
Er war Präsident der „Société d’Histoire des Juifs d'Alsace et de Lorraine“ (Historische Gesellschaft der Juden im Elsass und in Lothringen) und ist heute (2022) noch ihr Ehrenpräsident. Er war Vizepräsident der „Communauté Israélite de Strasbourg“ (Israelitische Gemeinde Straßburgs). Er ist „Commandeur de l’Ordre national du Mérite“ (Kommandeur des Nationalen Verdienstordens).

## Veröffentlichungen
- Les juifs d'Alsace et de Lorraine : De 1870 à nos jours. Albin Michel, Paris 2018, ISBN 978-2-226-43918-5.
- Mémoire de pierre, mémoire de papier : La mise en scène du passé en Alsace. Presses Universitaires de Strasbourg, 2002, ISBN 978-2-86820-215-4.
- Regards sur la culture judéo-alsacienne : des identités en partage. Nuée bleue, Strasbourg, 2001.
- Le Judaïsme alsacien : histoire, patrimoine et tradition. Nuée bleue, Strasbourg 2000, ISBN 978-2-7165-0482-9.
- Collection Avancées, tome 3 : l'intégration des étrangers dans l'Europe contemporaine. Presses Universitaires, Strasbourg 1996, ISBN 978-2-86820-658-9.
- Image de soi, image de l'autre : La France et l'Allemagne en miroir. Presses Universitaires, Strasbourg 1995, ISBN 978-2-86820-612-1.
- Mémoire plurielle de l'Alsace : grandeurs et servitudes d'un pays des marges. Avec Geneviève Herberich-Marx, Publication de la Société savante d'Alsace et des régions de l'Est, Strasbourg 1991.
- Regards nouveaux sur les juifs d'Alsace. Avec Robert Weyl, Editions des Dernières Nouvelles, Strasbourg, 1980, ISBN 978-2-219-00220-4.
- Juifs en Alsace. Culture, société, histoire. avec Robert Weyl, Privat, Toulouse 1977, ISBN 978-2-7089-4803-7.